# Marea Ducesă Olga Nikolaevna
Marea Ducesă Olga Nikolaevna a Rusiei (11 septembrie 1822 – 30 octombrie 1892), mai târziu Regina Olga de Württemberg, a fost membră al familiei imperiale ruse,  a devenit regină de Württemberg ca soție a regelui Carol I de Württemberg.
A fost al treilea copil și a doua fiică a Țarului Nicolae I și a Țarinei Alexandra Feodorovna. 

## Copilăria

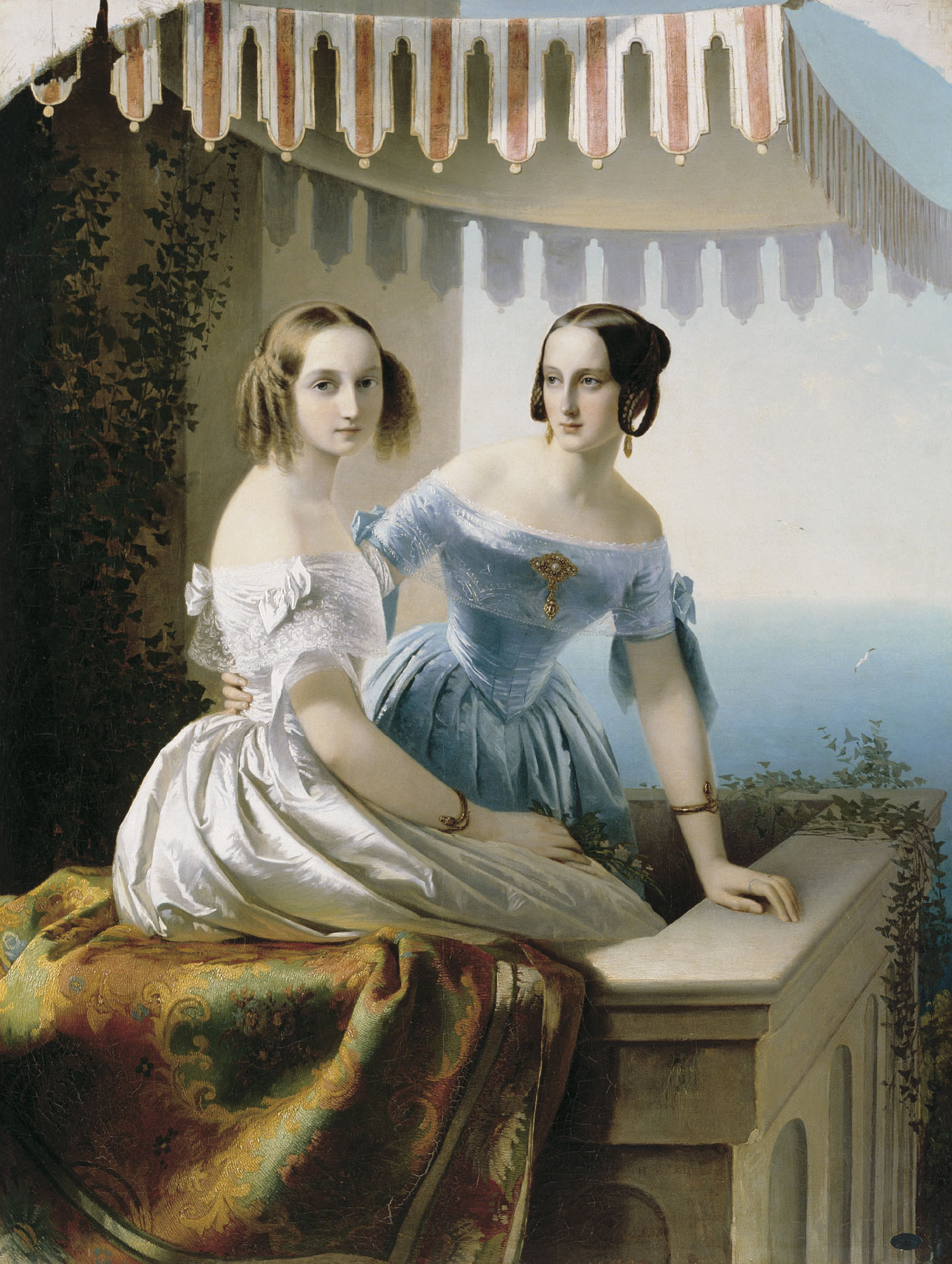
Marile Ducese Olga (stânga) şi Maria (dreapta) de C. T. von Neff, 1838.

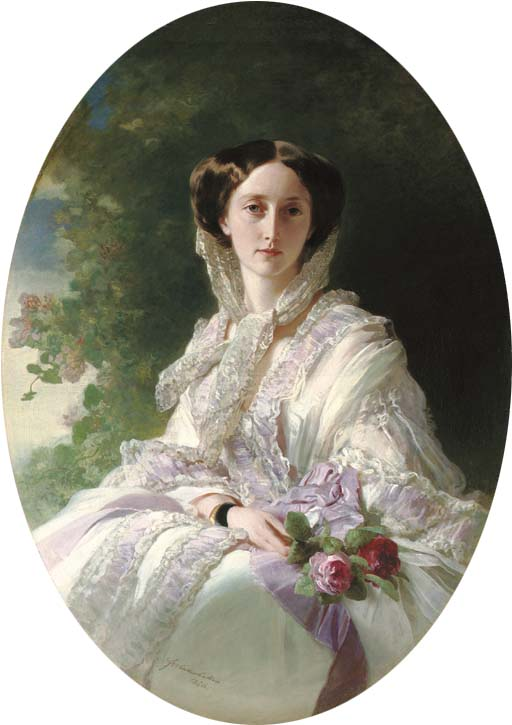
Marea Ducesă Olga a Rusiei.

Marea Ducesă Olga a Rusiei s-a născut la 11 septembrie 1822 la St. Petersburg, Rusia. Tatăl ei a fost Împăratul Nicolae I al Rusiei, fiul Împăratului Pavel I al Rusiei și al împărătesei Maria a Rusiei (născută Prințesa Sophia Dorothea de Württemberg). Mama ei a fost Împărăteasa Alexandra a Rusiei (născută Prințesa Charlotte a Prusiei), fiica Regelui Frederick William al III-lea al Prusiei și a Reginei Louise de Prussia (născută Prințesa Louise de Mecklenburg-Strelitz).
Olga a crescut într-o familie unită cu mulți frați și surori. A avut doi frați mai mari: Împăratul Alexandru al II-lea al Rusiei și Marea Ducesă Maria a Rusiei și patru frați mai mici: Marea Ducesă Alexandra a Rusiei, Marele Duce Constantin al Rusiei, Marele Duce Nicolae al Rusiei și Marele Duce Mihail al Rusiei.
Atractivă, cultă și inteligentă, era considerată una dintre cele mai căutate prințese din Europa. Vorbea câteva limbi și îi plăceau muzica și pictura.

## Căsătoria
Olga s-a întâlnit cu Prințul Moștenitor Carol de Württemberg la începutul anului 1846 la Palermo. Părinții ei doreau ca Olga să facă o căsătorie dinastică, în special din cauza faptului că frații ei Alexandru, Maria și Alexandra se căsătoriseră cu parteneri regali nesemnificativi. Existaseră câteva căsătorii între membri ai familiei imperiale ruse și membri ai familiei regale Württemberg: viitorul socru al Olgăi, regele William I de Württemberg s-a căsătorit cu mătușa paternă a Olgăi, Marea Ducesă Ecaterina a Rusiei; unchiul patern al Olgăi, Marele Duce Mihail al Rusiei s-a căsătorit cu nepoata lui William I, Prințesa Charlotte de Württemberg.
După numai câteva întâlniri, la 18 ianuarie, Olga a fost de acord să se căsătorească cu Carol. Nunta a avut loc la 13 iulie 1846 la Palatul Peterhof din Rusia. Cuplul s-a întors în Rusia din Württemberg la 23 septembrie. Mare parte din timp ei au locuit la Casa Berg din Stuttgart și la Kloster Hofen din Friedrichshafen.
Cuplul nu a avut copii, probabil din cauza homosexualității lui Carol. Soțul Olgăi a devenit subiect de scandal de câteva ori din cauza relațiilor sale cu diverși bărbați. În 1863, Olga și Carol au adoptat-o pe nepoata Olgăi, Marea Ducesă Vera a Rusiei, fiica fratelui Olgăi,  Marele Duce Constantin al Rusiei.
La 25 iunie 1864, după decesul tatălui său, Carol a devenit cel de-al treilea rege de Württemberg iar Olga cea de-a patra regină de Württemberg. Noul rege a fost încoronat la 12 iulie 1864.

## Muncă și influență

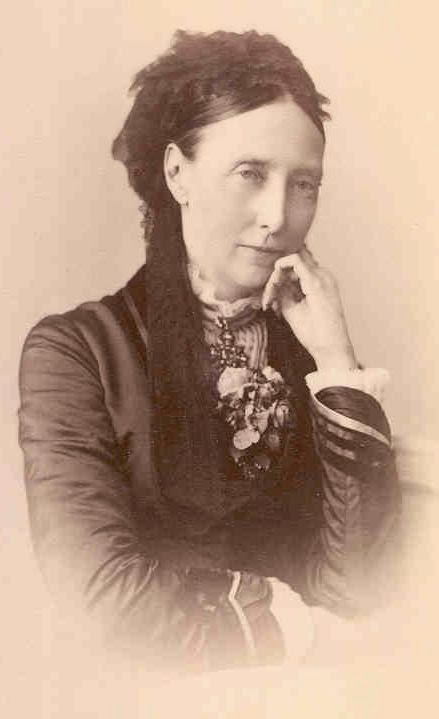
Regină de Württemberg

Neavând proprii ei copii, Olga și-a dedicat viața cauzelor sociale. În mod special a fost interesată de educarea fetelor; de asemenea a susținut veteranii răniți și handicapații. Un spital de copii din Stuttgart, Olgahospital a fost numit după ea în 1849 iar un ordin al asistentelor protestante din Stuttgart, Olgaschwesternschaft, a fost numit după ea în 1872. Aceste acțiuni caritabile au făcut-o foarte populară, mult mai populară decât soțul ei.
De asemenea, Olga a fost interesată de științele naturale și de colectarea mineralelor. Colecția ei a fost donată muzeului Staatliche Museum für Naturkunde din Stuttgart. În 1871, pentru a marca aniversarea a 25 de ani de căsătorie, Carol și Olga au numit exploratorul german de origine australiană Ferdinand von Mueller Baron von Mueller.
Olga s-a remarcat pentru demnitatea ei și purtarea ca regină. În 1881, Olga și-a scris memoriile intitulate Traum der Jugend Goldener Stern(tradus ca Visul de aur al tinereții mele), unde a descris copilăria ei la curtea rusă, durerea ei la pierderea surorii sale Alexandra, începutul vieții ei ca adult încheind memoriile cu căsătoria ei cu Carol. Cartea a fost dedicată nepoatelor sale Marea Ducesă Olga a Rusiei și Marea Ducesă Vera a Rusiei.
Când soțul ei a murit la 6 octombrie 1891, Olga a devenit regina-mamă de Württemberg. Olga a murit un an mai târziu, la 30 octombrie 1892, la vârsta de 70 de ani. A fost înmormântată în cripta Castelului Vechi din Stuttgart.